# Ковалиха (річка)
Ковали́ха — річка в Україні, права притока річки Бородецька, яка є лівою притокою річки  Бик. Протікає на північному заході Донецької області. Над річкою розташоване село Сергіївка.
На річці розташоване Сергіївське водосховище, площею водного дзеркала 151,0 га, ємністю 4,67 млн м3 при нормальному підпірному рівні.